# Municipio de Summit (Arkansas)
El municipio de Summit (en inglés: Summit Township) es un municipio ubicado en el condado de Boone en el estado estadounidense de Arkansas. En el año 2010 tenía una población de 556 habitantes y una densidad poblacional de 6,65 personas por km².

## Geografía
El municipio de Summit se encuentra ubicado en las coordenadas 36°10′13″N 93°15′3″O / 36.17028, -93.25083. Según la Oficina del Censo de los Estados Unidos, el municipio tiene una superficie total de 83.6 km², de la cual 83,4 km² corresponden a tierra firme y (0,24 %) 0,2 km² es agua.

## Demografía
Según el censo de 2010, había 556 personas residiendo en el municipio de Summit. La densidad de población era de 6,65 hab./km². De los 556 habitantes, el municipio de Summit estaba compuesto por el 94,96 % blancos, el 0,36 % eran afroamericanos, el 0,72 % eran amerindios y el 3,96 % eran de una mezcla de razas. Del total de la población el 2,52 % eran hispanos o latinos de cualquier raza.